# Beuren (Pfaffenhofen an der Roth)

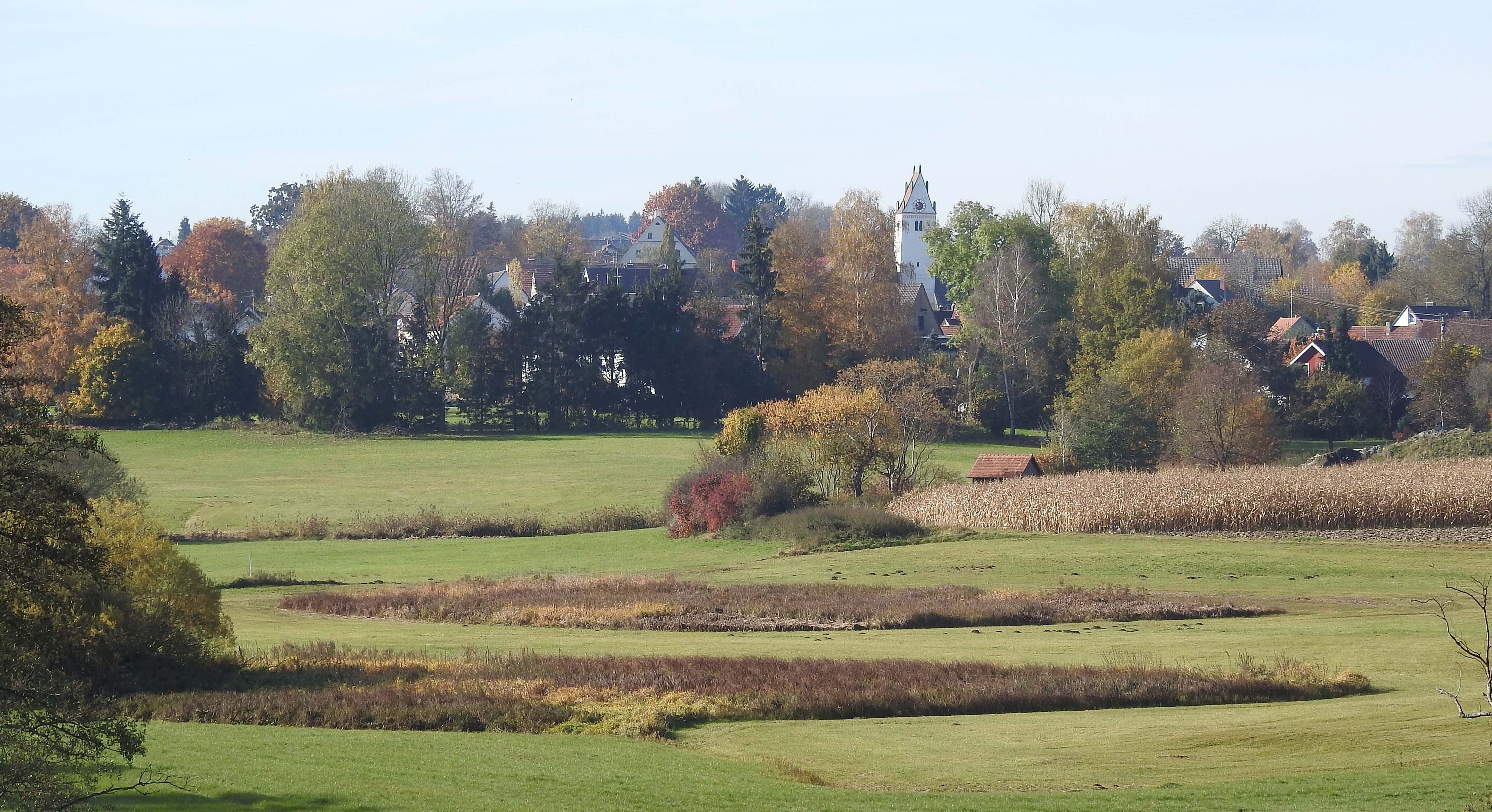
Beuren von Osten

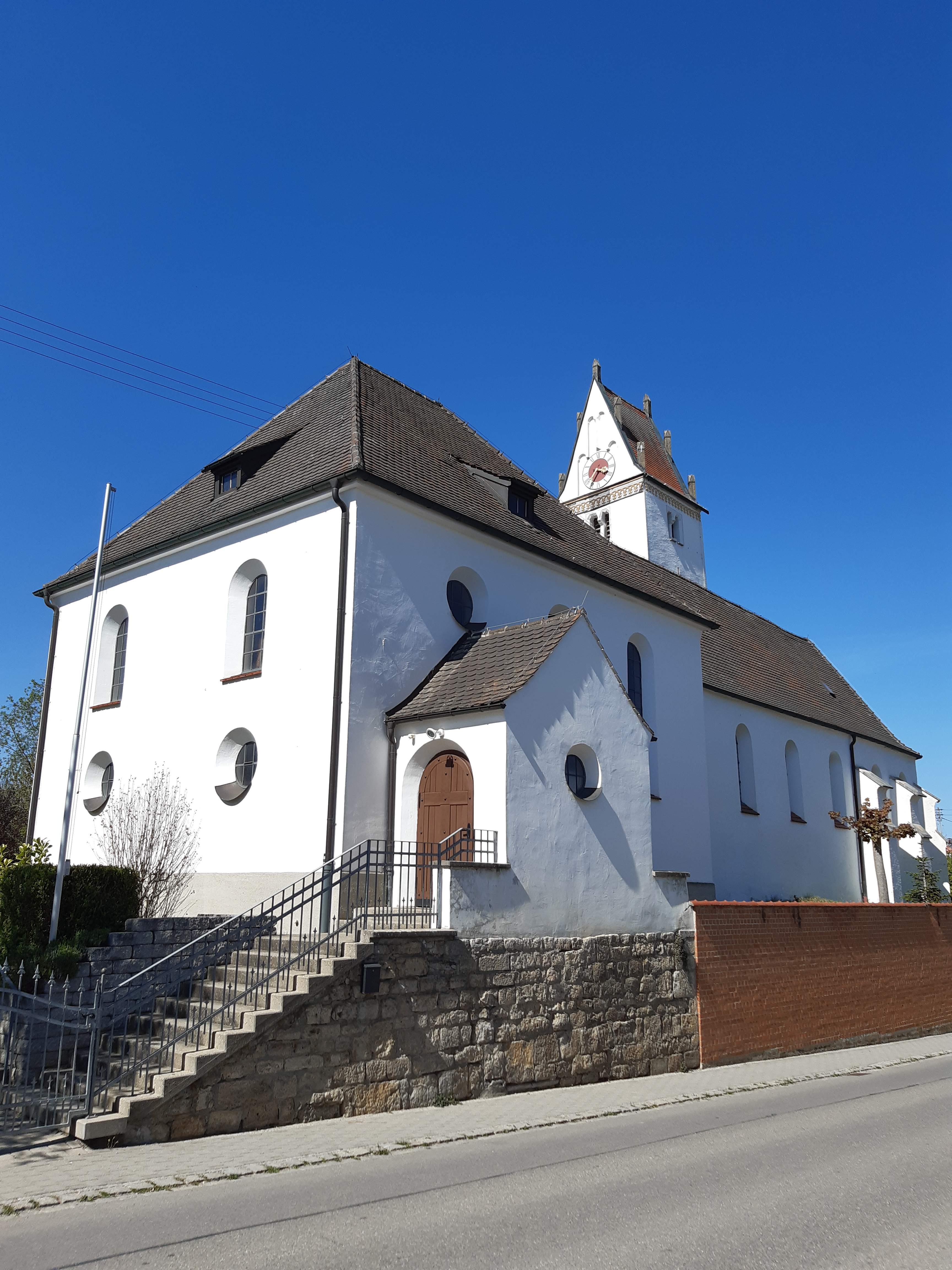
Katholische Pfarrkirche St. Cosmas und Damian

Beuren ist ein Ortsteil des Marktes Pfaffenhofen an der Roth im Landkreis Neu-Ulm im Westen des bayerischen Regierungsbezirks Schwaben. Der Ort liegt am Westhang des Bibertals und hat etwa 620 Einwohner.

## Geschichte
Das Pfarrdorf Beuren gehörte ab 1307 zu Vorderösterreich. Seit dem 15. Jahrhundert war es im Besitz verschiedener Herren und des Klosters Buxheim. 
In Beuren wurde ab 1754 Schulunterricht gehalten, aber erst 1835 ein Schulhaus erbaut. 1996 erhielt der Ort einen Schulhausneubau mit drei Klassenräumen. Die Schule gehört seit 1971 zum Schulverband Pfaffenhofen-Beuren. 
Die frühere selbstständige Gemeinde Beuren hatte eine Fläche von 446 Hektar; es gab keine weiteren Ortsteile. Am 1. Mai 1978 wurde Beuren zum Abschluss der Gebietsreform in Bayern in den Markt Pfaffenhofen eingegliedert.

## Sehenswürdigkeiten
- 1711 wurde das Beurener Amtsschloss der Buxheimer Beamten erbaut und 1881 zusammen mit dem verbliebenen Herrschaftsbesitz verkauft. Seither ist das Schloss im Privatbesitz.
- Die Pfarrkirche St. Cosmas und Damian stammt im Kern aus dem 15. Jahrhundert. Ursprünglich war sie Filialkirche von Pfaffenhofen, ab 1787 selbständige Seelsorgstelle und ab 1922 eigene Pfarrei.
- Brettsäge an der Biber

Siehe auch: Liste der Baudenkmäler in Beuren

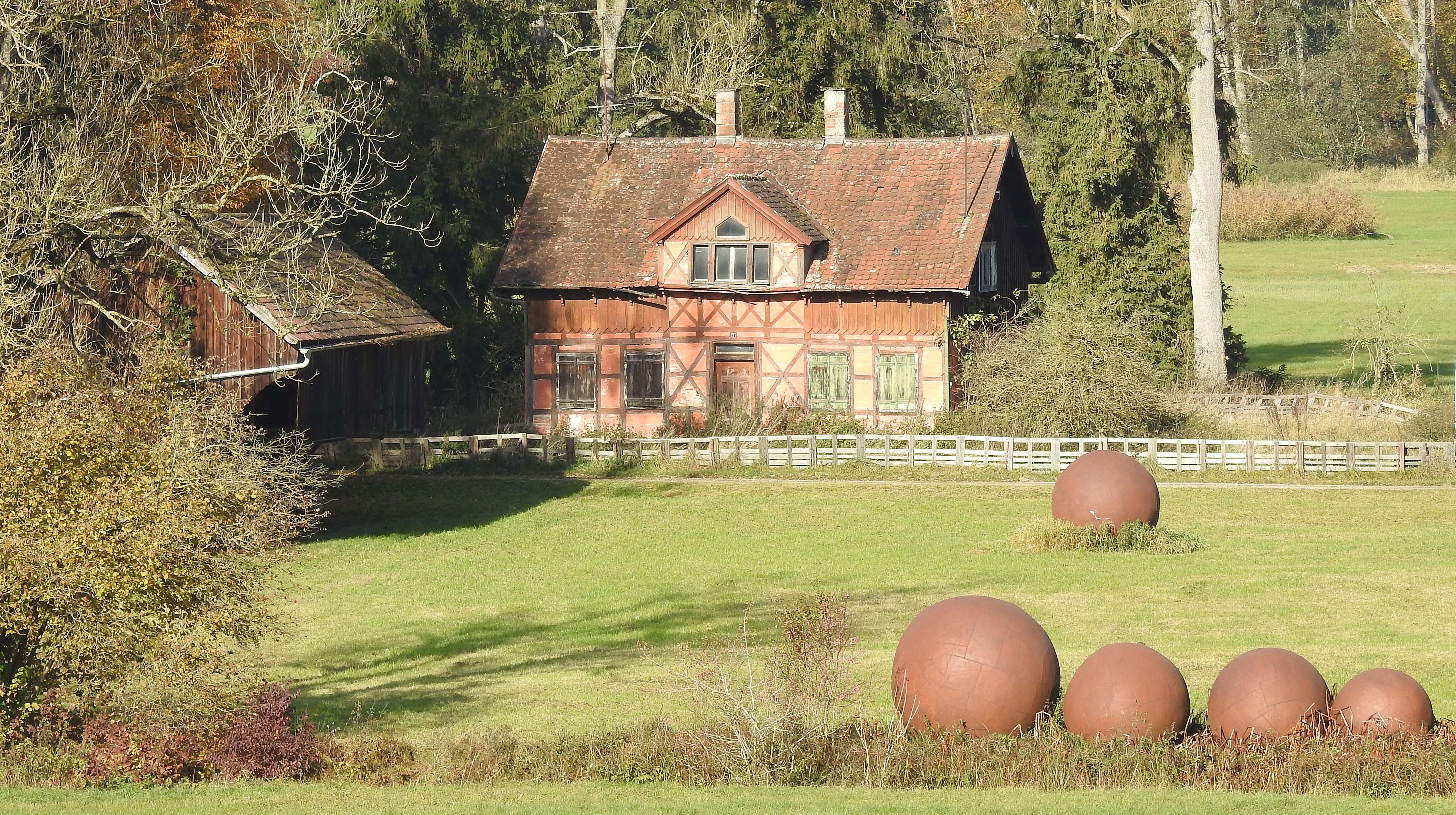
Gesindehaus der Beurensäge

## Wappen
Der rote Schild mit dem goldenen Schrägbalken ist das Wappen des Ulmer Geschlechts Krafft, der ältesten bekannten Ortsherrschaft von Beuren. Der Äskulapstab deutet auf Cosmas und Damian hin. Dies sind die Schutzpatrone der Ärzte und Heilkundigen und die Kirchenheiligen von Beuren.

## Persönlichkeiten

### Söhne und Töchter der Gemeinde
- Fritz Kling (1879–1941), Reichstagsabgeordneter (Deutsche Bauernpartei)

### Personen, die mit der Gemeinde verbunden sind
- Siegfried Hupfauer (* 1941), Bergsteiger, lebt in Beuren
- Manfred Eichhorn (1951–2023), Autor, Lyriker und schwäbischer Mundart-Dichter. Lebte und starb in Beuren.